# Rabi' al-Awwal
Rabi‘ al-Awwal o Rabi‘ I (en árabe: ربيع الأول rabī‘ al-awwal), es el tercer mes del calendario islámico, consta de 30 días.

## Etimología
En idioma árabe la palabra rabi‘ significa "Primavera" y al-awwal significa "el primero", por lo que Rabi‘ al-Awwal significa "Primera primavera".

## Coincidencia con el calendario gregoriano
El calendario islámico es un calendario lunar, y los meses comienzan cuando se avista la primera luna creciente. Dado que el año del calendario lunar islámico es de 11 o 12 días más corto que el año solar, Rabi‘ al-Awwal migra a lo largo de los años solares. Las fechas estimadas de inicio y finalización de Rabi‘ al-Awwal son las siguientes (basadas en el calendario Umm al-Qura de Arabia Saudita):
| AH   | Primer día (CE/AD)       | Último día (CE/AD)      |
| ---- | ------------------------ | ----------------------- |
| 1439 | 19 de noviembre de 2017  | 18 de diciembre de 2017 |
| 1440 | 09 de noviembre de 2018  | 07 de diciembre de 2018 |
| 1441 | 29 de octubre de 2019    | 27 de noviembre de 2019 |
| 1442 | 18 de octubre de 2020    | 15 de noviembre de 2020 |
| 1443 | 07 de octubre de 2021    | 05 de noviembre de 2021 |
| 1444 | 28 de septiembre de 2022 | 25 de octubre de 2022   |

## Celebraciones
Durante este mes, muchos musulmanes celebran Mawlid, el cumpleaños del profeta islámico Mahoma. Aunque se desconoce la fecha exacta, los musulmanes sunitas creen que la fecha de nacimiento de Mahoma fue el doce de este mes, mientras que los musulmanes chiitas creen que nació en el amanecer del decimoséptimo día.
La celebración del Mawlid se realiza de manera diferente según el país. En algunas áreas, las celebraciones comienzan el primer día del mes y pueden continuar hasta el final del mes. Los musulmanes generalmente colocan luces de colores en las carreteras, calles y sus hogares y también colocan banderas verdes para celebrar. En muchos países también se lleva a cabo una procesión el día 12 o el 17 de noche y día. En estas ocasiones, los dulces y bebidas también se distribuyen ampliamente de casa en casa y al público en general. En algunas zonas, los musulmanes también intercambian regalos. Es el mes de las bendiciones.
Por primera vez en 457 años, tanto Mawlid como Navidad coincidieron el 25 de diciembre de 2015.

## Fechas señaladas
- 1 Rabi‘ al-Awwal: caída del Emirato de Granada, último reino musulmán de al-Ándalus (897 AH, 1492 d. C.).
- 8 Rabi‘ al-Awwal: Muerte del undécimo Imam chiita, Hasan al-'Askari (260 AH, 874 d. C.).
- 9 Rabi‘ al-Awwal: Eid-e-Shuja o Eid-e-Zahra, es un festival ritual observado por la mayoría de los imamíes, marca el final del período de duelo de dos meses (azadari) después de los eventos de la masacre de Karbala (61 AH, 680 d. C.).
- 12 Rabi‘ al-Awwal: los musulmanes sunitas celebran el Mawlid en conmemoración del nacimiento del profeta Mahoma.
- 17 Rabi‘ al-Awwal: los musulmanes chiitas celebran el Mawlid en conmemoración del nacimiento del profeta Mahoma y del sexto Imam chiita Ya‘far al-Sadiq (83 AH, 702 d. C.).
- 18 Rabi‘ al-Awwal: aniversario del nacimiento de Umm Kulthum bint Ali, nieta de Mahoma (6 AH, 627 d. C.).
- 26 Rabi‘ al-Awwal: aniversario de la muerte de Abu Tálib ibn Abd ul-Muttálib (619 d. C.).
- 26 Rabi‘ al-Awwal: muerte de Khwaja Sirajuddin Naqshbandi, jeque sufí de Naqshbandi (1333 AH, 1915 d. C.).

### Otros contecimientos
- La Hiŷra tuvo lugar en este mes.
- Matrimonio de Mahoma con Jadíyah bint Juwáylid.
- Construcción de la Mezquita Quba, primera mezquita del Islam.
- La semana que contiene el 12 y 17 se llama Semana de la Unidad Islámica.[7]